# Lymantria argyrochroa
Lymantria argyrochroa este o specie de molii din genul Lymantria, familia Lymantriidae, descrisă de Collenette 1935 Conform Catalogue of Life specia Lymantria argyrochroa nu are subspecii cunoscute.